# Paris Saint-Germain Football Club 1978-1979
Questa voce raccoglie le informazioni riguardanti il Paris Saint-Germain Football Club nelle competizioni ufficiali della stagione 1978-1979

## Stagione
Nella stagione 1978-1979 il Paris Saint-Germain disputò un campionato del tutto simile al precedente, classificandosi tredicesimo posto con lo stesso numero di vittorie, pareggi e sconfitte e uscendo dalla Coppa di Francia ai sedicesimi di finale.

## Organigramma societario
Area direttiva
- Presidente onorario: Henri Patrelle
- Presidente:  Francis Borelli

Area tecnica
- Allenatore:  Jean-Michel Larqué, poi Velibor Vasović e Pierre Alonzo

## Maglie e sponsor
La divisa della squadra non subisce variazioni, così come il fornitore tecnico (Le Coq Sportif) e lo sponsor ufficiale (RTL).
| Manica sinistra · Maglietta · Maglietta · Manica destra · Pantaloncini · Calzettoni | Manica sinistra · Maglietta · Maglietta · Manica destra · Pantaloncini · Calzettoni |

## Rosa
| N. |                      | Ruolo | Calciatore          |
| -- | -------------------- | ----- | ------------------- |
|    | Francia (bandiera)   | P     | Dominique Baratelli |
|    | Francia (bandiera)   | P     | Denis Troch         |
|    | Francia (bandiera)   | P     | Franck Merelle      |
|    | Francia (bandiera)   | D     | Pierre Bajoc        |
|    | Argentina (bandiera) | D     | Ramón Heredia       |
|    | Francia (bandiera)   | D     | Philippe Jean       |
|    | Francia (bandiera)   | D     | Philippe Col        |
|    | Francia (bandiera)   | D     | Dominique Bathenay  |
|    | Francia (bandiera)   | D     | Jean-François Douis |
|    | Francia (bandiera)   | D     | Pierre Lokoli       |
|    | Francia (bandiera)   | D     | Thierry Morin       |
|    | Francia (bandiera)   | D     | Éric Renaut         |
|    | Francia (bandiera)   | D     | Jean-Marc Pilorget  |
|    | Francia (bandiera)   | D     | Jean-Pierre Adams   |
|    | Francia (bandiera)   | D     | Franck Tanasi       |
|    | Francia (bandiera)   | D     | Didier Toffolo      |

| N. |                              | Ruolo | Calciatore            |
| -- | ---------------------------- | ----- | --------------------- |
|    | Francia (bandiera)           | C     | Jacky Laposte         |
|    | Francia (bandiera)           | C     | Jean-Michel Larqué    |
|    | Francia (bandiera)           | C     | Jean-Claude Lemoult   |
|    | Francia (bandiera)           | C     | Bernard Moraly        |
|    | Francia (bandiera)           | C     | Gilles Brisson        |
|    | Francia (bandiera)           | C     | Armando Bianchi       |
|    | Francia (bandiera)           | C     | Luis Miguel Fernández |
|    | Algeria (bandiera)           | A     | Mustapha Dahleb       |
|    | Congo-Brazzaville (bandiera) | A     | François M'Pelé       |
|    | Francia (bandiera)           | A     | François Brisson      |
|    | Francia (bandiera)           | A     | Guy Nosibor           |
|    | Argentina (bandiera)         | A     | Carlos Bianchi        |
|    | Francia (bandiera)           | A     | Hervé Porquet         |
|    | Francia (bandiera)           | A     | Patrice Reverdy       |
|    | Francia (bandiera)           | A     | Bernard Bureau        |
|    | Francia (bandiera)           | A     | Mario Mongelli        |

## Statistiche

### Statistiche di squadra
| Competizione     | Punti | Totale | Totale | Totale | Totale | Totale | Totale | DR |
| Competizione     | Punti | G      | V      | N      | P      | Gf     | Gs     | DR |
| ---------------- | ----- | ------ | ------ | ------ | ------ | ------ | ------ | -- |
| Division 1       | 36    | 38     | 14     | 8      | 16     | 59     | 66     | -7 |
| Coppa di Francia | -     | 3      | 1      | 0      | 2      | 8      | 7      | +1 |
| Totale           |       | 41     | 15     | 8      | 18     | 67     | 73     | -6 |